# Schladen
Schladen este o comună din landul Saxonia Inferioară, Germania.